# Derthona Foot Ball Club 1968-1969
Questa pagina raccoglie le informazioni riguardanti il Derthona Foot Ball Club nelle competizioni ufficiali della stagione 1968-1969.

## Stagione
Nella stagione 1968-1969 il Derthona, dopo il secondo posto conseguito nella stagione precedente alle spalle della Cremonese, riesce a vincere il girone A della Serie D ottenendo il ritorno in Serie C dopo un lungo braccio di ferro con l'Omegna. La classifica finale dice Derthona punti 49 con due punti di vantaggio sull'Omegna.

## Rosa
| N. |                   | Ruolo | Calciatore         |
| -- | ----------------- | ----- | ------------------ |
|    | Italia (bandiera) | A     | Roberto Bisio      |
|    | Italia (bandiera) | C     | Vittorio Boschetti |
|    | Italia (bandiera) | C     | Francesco Canepa   |
|    | Italia (bandiera) | D     | Piero Castaldi     |
|    | Italia (bandiera) | D     | Carlo Cazzola      |
|    | Italia (bandiera) | C     | Mario Colondri     |
|    | Italia (bandiera) | D     | Giuseppe Ghisoni   |
|    | Italia (bandiera) | C     | Paolo Gorla        |

| N. |                   | Ruolo | Calciatore              |
| -- | ----------------- | ----- | ----------------------- |
|    | Italia (bandiera) | A     | Angelo Moro             |
|    | Italia (bandiera) | D     | Mauro Muratori          |
|    | Italia (bandiera) | A     | Bruno Nordio            |
|    | Italia (bandiera) | P     | Luciano Riva de Onestis |
|    | Italia (bandiera) | D     | Alessio Romanini        |
|    | Italia (bandiera) | C     | Gianni Vigone           |
|    | Italia (bandiera) | P     | Rolando Zernieri        |
|    | Italia (bandiera) | A     | Vladimiro Zunino        |